# 聖佩德羅主教座堂

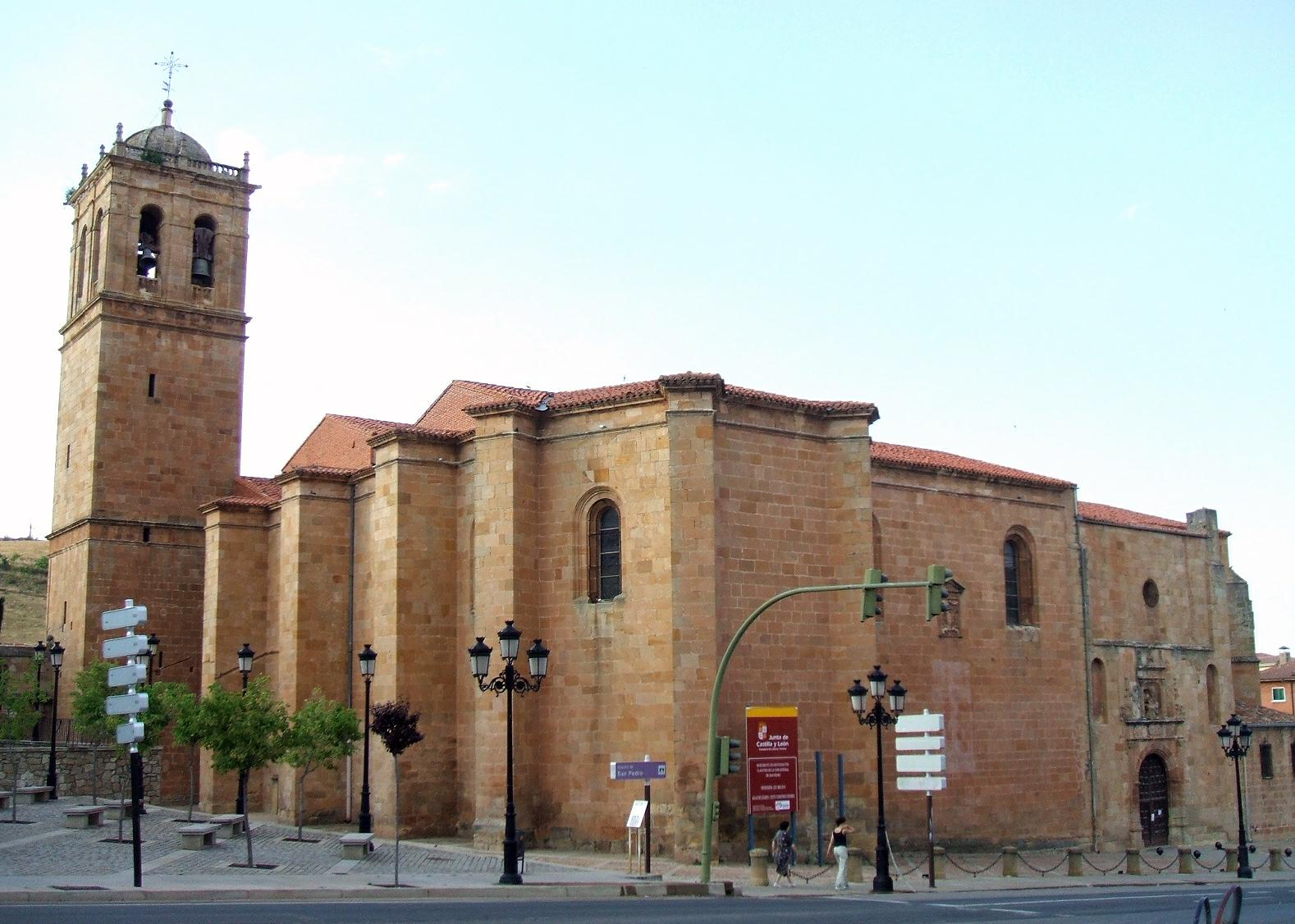
聖佩德羅主教座堂

聖佩德羅主教座堂（Co-Cathedral of San Pedro）是位於西班牙城市索里亞的一座羅馬天主教的主教座堂。聖佩德羅主教座堂在1979年被列入西班牙保護建築。